# ويليام هوبر (ممثل)
ويليام هوبر (بالإنجليزية: William Hopper)‏ هو ممثل أمريكي، ولد في 26 يناير 1915 بنيويورك في الولايات المتحدة، وتوفي في 6 مارس 1970 ببالم سبرينغس في الولايات المتحدة بسبب ذات الرئة. من الجوائز التي نالها ميدالية النجمة البرونزية.

## أعمال

### أفلام
- (1939) عربة الجياد
- (1954) السامي والقوي

### مسلسلات
- بيري ماسون

## جوائز
- ميدالية النجمة البرونزية

## وصلات خارجية
- ويليام هوبر على موقع IMDb (الإنجليزية)
- ويليام هوبر على موقع قاعدة بيانات برودواي على الإنترنت (الإنجليزية)
- ويليام هوبر على موقع قاعدة بيانات برودواي على الإنترنت (الإنجليزية)
- ويليام هوبر على موقع قاعدة بيانات الأفلام السويدية (السويدية)
- ويليام هوبر على موقع إن إن دي بي (الإنجليزية)
- ويليام هوبر على موقع قاعدة بيانات الفيلم (الإنجليزية)